# Jōkaku
Jōkaku (定覚) était un sculpteur japonais de l’école Kei, actif au début de l’époque de Kamakura.
Second fils de Kōkei et jeune frère de Unkei, il participa avec les autres membres de l’école Kei à la restauration du Tōdai-ji et du Kōfuku-ji, détruits par les Taira en 1180 durant la guerre de Genpei. Il collabora notamment avec Unkei et Kaikei pour la réalisation des deux gardiens (niō) de la porte intérieure (Chūmon) du Tōdai-ji en 1194, et pour le Kannon du Daibutsu-den (bâtiment principal) en 1196. Il sculpta également une statue de Tamonten, l’un des quatre rois gardiens du Daibutsu-den, avec ses compagnons de l’école Kei. Il participa probablement à la réalisation des deux célèbres niō de la grande porte sud du Tōdai-ji sous l’égide d’Unkei et de Kaikei.

## Sources
- (en) Louis Frédéric, Japan encyclopedia, Harvard University Press, 2005 (ISBN 0-674-01753-6, lire en ligne), p. 430
- (en) Hiromichi Soejima, « Japan, Sculpture, Kamakura Period », dans Jane Turner, The dictionary of Art, vol. 17, Grove’s Dictionaries, 1996 (ISBN 9781884446009), p. 121-126
- (en) Hiromichi Soejima, « Kaikei », Oxford Art Online, université d’Oxford (consulté le 14 juillet 2012)